# Eduardo Díaz Fleitas
Eduardo Díaz Fleitas (Pinar del Río, Provincia de Pinar del Río, 13 de octubre de 1951) es un disidente cubano. Agricultor y, según los registros, de joven fue trabajador del Estado. En los albores de los años 90 comenzó su disidencia frente al gobierno de Cuba, siendo uno de los dirigentes del "Movimiento Pacifista 5 de agosto" en la provincia de Pinar del Río, presidido dicho movimiento en esos años desde La Habana por Orlando Morejón Vitón.
Es miembro del Grupo de los 75 de la Primavera Negra de Cuba y en la actualidad miembro del Comité Coordinador de la Unión Patriótica de Cuba (UNPACU) desde febrero de 2013. Es también miembro del Grupo Plural de Análisis Alianza Democrática Cubana (ALDECU), Think tank transversal en el seno de la disidencia cubana.

## Vida
Tras comenzar sus años de oposición, según la documentación pública de Amnistía Internacional, «desde entonces ha sufrido hostigamiento con regularidad: entre otras cosas, le han enviado citaciones, le han sometido a interrogatorios, han registrado su casa y lo han detenido en varias ocasiones. El 10 de noviembre de 1999 fue detenido junto con otro activista en una manifestación que había comenzado en el Parque Dolores, en los días previos a la IX Cumbre Iberoamericana.

Según los informes, durante la manifestación los dos resultaron heridos a manos de partidarios del gobierno en presencia de la prensa internacional. Después de permanecer detenido durante más de tres meses, en los que, según los informes, sufrió problemas médicos y fue trasladado a un hospital militar, el 25 de febrero de 2000 Eduardo Díaz fue condenado a un año de “limitaciones de libertades y residencia vigilada” por "desorden público". Posteriormente, Eduardo Díaz fue condenado a 21 años de cárcel en virtud de los artículos 4.1, 4.2a-b, 6.1, 6.3a-b, 7.1, 7.3 y 11 de la Ley 88.132 Según la resolución judicial:
"es conocido por todos en la zona que dirige un grupo opositor de los llamados Derechos humanos, realizando actividades, reuniones, usando nuestra bandera nacional y exponiendo carteles, donde se pide libertad para los presos políticos y de conciencia, en un franco desafío al sistema jurídico, político y social".

## Último arresto
Fue detenido el 18 de marzo de 2003 como parte de la Primavera Negra de Cuba, formando a partir de entonces parte del Grupo de los 75. Resultó liberado el 12 de febrero de 2011, tras pasar casi 8 años encarcelado, el primero de ellos en la prisión de Kilo 8 en la ciudad de Camagüey, y los otros 7 años en Pinar de Río, en las cárceles Kilo 8 y Kilo 5½ de Pinar de Río. Su excarcelacion se produjo, por la presión de la opinión pública internacional ante la huelga de hambre de Guillermo Fariñas por 135 días, tras la muerte en prisión del también preso político Orlando Zapata y donde el gobierno cubano se vio obligado a excarcelar a 116 prisioneros políticos, de los cuales 12 se negaron a aceptar el destierro, Eduardo Diaz Fleitas estuvo entre esos 12 que se negaron a abandonar Cuba. Díaz Fleitas es nombrado el 27 de febrero de 2013, Miembro del Comité Coordinador de la Unión Patriótica de Cuba (UNPACU).